# Fabio Concato (1982)
Fabio Concato è il quarto album di Fabio Concato, pubblicato dall'etichetta discografica Philips Records nel 1982.
È l'album che porta l'artista alla notorietà a livello nazionale, grazie soprattutto al brano di successo Domenica bestiale, pubblicato come singolo in abbinamento a Canto ed utilizzato anche come colonna sonora del film Vado a vivere da solo.

## L'album
Sono necessari tre anni al cantautore, dal precedente album, per pubblicarne uno nuovo, ma questa lunga pausa gli permette di uscire con un prodotto ottimo che gli concederà la notorietà su larga scala.
La nuova fatica si getta alle spalle la tristezza e la malinconia dei primi due album (Storie di sempre e Svendita totale, rispettivamente del 1977 e del 1978) e la pungente ironia del terzo album (Zio Tom, del 1979), mentre si apre a connotazioni più romantiche, cosa mai fatta appieno in precedenza. Si tratta di un vero e proprio capolavoro (assieme al successivo) che contiene uno dei migliori "cavalli di battaglia" dell'artista, Domenica bestiale, alla quale si aggiungono pezzi comunque pregevoli, tra i quali spiccano Severamente vietato, intriso di una certa intimità già propria di alcune cose passate, e Sulla strada romagnola, prima fra tante canzoni dedicate a regioni e città diverse dalla sua Milano, che fanno da sfondo a storie romantico-sentimentali. Berlacca, inoltre, si evidenzia quale accattivante episodio deciso, fatto inusuale per un artista delicato come Concato. Il brano Canto, che evoca certe abilità compositive tipiche del Pino Daniele più efficace, viene inserito nella colonna sonora del film Vado a vivere da solo.

## Tracce
Testi e musiche di Fabio Concato.
Lato A
1. Domenica bestiale – 4:02
2. Sulla strada romagnola – 4:06
3. Berlacca – 4:02
4. Canto – 4:06

Durata totale: 16:16
Lato B
1. Severamente vietato – 3:42
2. Disonesta – 3:52
3. Una casa al mare – 3:12
4. Restiamo soli – 3:32
5. Un piccolo vecchio amore – 3:13

Durata totale: 17:31

## Musicisti
- Fabio Concato - voce, chitarra
- Massimo Luca - chitarra
- Piero Cairo - tastiera, programmazione
- Vince Tempera - tastiera, pianoforte
- Dino D'Autorio - basso
- Ellade Bandini - batteria
- Renè Mantegna - percussioni, aggeggi
- Pierluigi Mucciolo - tromba
- Johnny Capriuolo - trombone
- Claudio Pascoli - sax

Note aggiuntive
- Vince Tempera - produzione artistica, arrangiamenti
- Registrato e missato presso gli studi Polygram di viale Regina Giovanna 29, Milano nei mesi di gennaio e febbraio 1982
- Bruno Malasoma - tecnico del suono
- Edizioni musicali: Intersong. It./Zelda Music
- Concetti e disegni - Francesco Messina
- Claudio Mainardi - fotografie
- Ringrazio in particolare Bruno Piave e l'intero cast Polygram